# Bief de Donnery
Le  bief de Donnery  est une voie d'eau française constituant une section du canal d'Orléans, faisant partie du versant Loire du canal. D’une longueur de 5 450 m, il est situé pour partie sur la commune de Fay-aux-Loges et pour partie sur la commune de Donnery.
Il est bordé en amont par l’écluse de Donnery et, en aval, par les écluses de la Patache, débouchant en Loire, et de l’Embouchure, débouchant sur le bief d’Orléans.

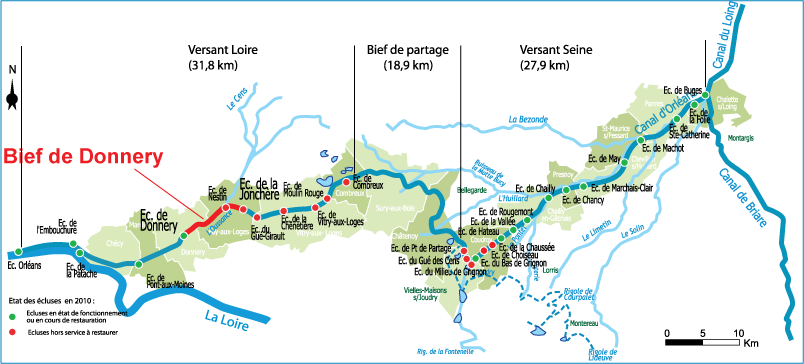
Plan de situation du bief de Donnery.

## Historique
Après le creusement par Robert Mahieu d’un premier tronçon entre Vieilles-Maisons-sur-Joudry et Buges entre 1676 et 1678 et son ouverture au transport du bois et du charbon, la construction du canal jusqu’à la Loire est entreprise de 1681 à 1687 et est inaugurée en 1692. La construction du bief de Donnery et de l’écluse de Donnery est réalisée dans cette deuxième phase.
De 1692 à 1793 le canal est en plein essor. De 1 500 à 2 000 bateaux remontent la Loire par an depuis Nantes pour gagner Paris. En 1793, le canal devient un bien national. De 1807 à 1860, le canal est géré par une société privée, la Compagnie des canaux d’Orléans et du Loing, puis en 1863 sa gestion est confiée aux Ponts et Chaussées pour une période de 91 ans.
De 1908 à 1921, alors que le trafic de marchandises par voie fluviale est en pleine régression, des travaux prolongation du canal entre Combleux et Orléans sont entrepris. Avec l’extinction complète du trafic, le canal est déclassé en 1954 des voies navigables et entre dans le domaine privé de l’État.
En 1978 est créé le syndicat mixte de gestion du canal d'Orléans, qui a pour objet la gestion, la promotion et l’animation de l’ensemble du domaine du canal. En 1984, le département du Loiret prend la gestion du domaine pour 50 ans, laissant au syndicat la gestion courante du domaine, qui reste toujours propriété de l’État.

## Descriptif
Le bief de Donnery s’étend sur une longueur de 4 500 m entre l’écluse de Fay en amont et l'écluse de Donnery en aval. C’est le quatrième plus long bief du canal d’Orléans après le bief de partage dont la longueur est de 18,93 km, le bief de Combleux et le bief de Pont-aux-moines. Il est situé pour partie sur la commune de Fay-aux-Loges et pour partie sur la commune de Donnery.
Le bief dispose de trois aires de retournement permettant d'envisager un retournement aisé pour la plupart des bateaux de plaisance. Elles se distinguent par un élargissement conséquent du canal, au minimum de 4 m, sur une longueur maximale de 12 m. Elles sont situées en amont de l'écluse de l'écluse de Donnery pour l'une, en amont du pont de la RD 11 à Fay-aux-Loges pour l'autre et au lieu-dit "la Reinerie" pour la dernière.

## Travaux de réhabilitation du canal

### Curage
Les exigences liées à la remise en navigation du canal imposent le gabarit suivant sur le canal : une hauteur d’eau minimale d’1,40 mètre, correspondant à un tirant d'eau de 1,2 m et 0,2 m de pied de pilote  et une largeur de canal en plafond de 8 m au moins. Ceci conduira à réaliser des travaux de curage des fonds des biefs pour libérer le tirant d’eau nécessaire aux bateaux. Sur le bief de Donnery, un volume total de l’ordre de 4 064 m3 de vases est à curer, soit un volume moyen inférieur à 1 m3/ml.

### Protections de berges
Dans le cadre du projet de restauration du canal, des travaux de curage des fonds du bief et de protection des berges sont nécessaires.

## Écluse de Donnery
Longueur sas : 42.0 m,
Largeur sas : 6.1 m,
Cote bief amont : 102.74
Cote bief aval : 100.69 
Cote bajoyer : 103.89
L’écluse de Donnery présente une longueur de sas de 40 m, pour une largeur de 5 m. Les cotes NGF des différents éléments caractéristiques de l’écluse sont les suivantes : bief amont : 102,74, bief aval : 100,69, niveau supérieur du bajoyer : 103,89. La hauteur de chute est donc de 2,05 m.
L’écluse de Donnery est fonctionnelle.

## Pour approfondir